# Коидзуми, Гэнъити
Гэнъити Коидзуми (яп. 小泉 源一 Коидзуми Гэнъити, 1 ноября 1883 — 21 декабря 1953) — японский ботаник, автор ряда трудов и монографий по фитогеографии семейств Розовые (Rosaceae) и Клёновые (Aceraceae), исследователь рода Шелковица (Morus).

## Биография
В 1905 году поступил в Токийский университет, где под руководством Ниндзо Мацумуры изучал таксономию растений. Выпустившись в 1908 году, в 1918 году получил степень доктора наук.
Проработав некоторое время внештатным сотрудником Токийского университета, в 1919 году получил должность ассистента профессора в Киотском университете. Основал там группу изучения ботаники, после чего получил звание профессора.
Через год после шестидесятилетия, в 1944 году, печатный орган Японского общества систематики растений «Классификация и география растений» выпустил специальный номер, посвящённый юбиляру. В том же году Гэнъити Коидзуми ушёл в отставку по возрасту.
20 декабря 1953 года перенёс кровоизлияние в мозг, умер на следующий день.

## Работы
- «Revisio Aceracearum japonicarum» Journal of The College of Science (Vol.32) 1911.
- «Plantae Novae Amami-Ohsimensis nec non Insularum adjacentium: 1 Phytogeographical notes on the flora of the Loochoo Archipelago. 2 Description of new species.» 19 pp. 1928.
- «Florae symbolae orientali-asiaticae» (яп. 東亜植物考察) 115 pp. 1930.
- «The Big Button Palm which produces the ivory nut» ([Reports] — USGS, Pacific Geological Surveys) 1952.
- «Plants of Jaluit Island» ([Pacific surveys report / U.S. Army, Corps of Engineers, Far East) 1956.